# آکییوکی شینبو
آکییوکی شینبو (انگلیسی: Akiyuki Shinbo؛ زادهٔ ۲۷ سپتامبر ۱۹۶۱) پویانما، director, storyboard artist، نویسنده اهل ژاپن است. وی از سال ۱۹۸۱ میلادی تاکنون مشغول فعالیت بوده‌است.
همچنین برندهٔ جوایزی همچون جایزه انیمه توکیو شده‌است.